# Шулемучаш
Шулемучаш (мар. Шӱльымучаш) — деревня в Советском районе Республики Марий Эл. Входит в состав Кужмаринского сельского поселения.

## География
Находится в центральной части республики Марий Эл на расстоянии приблизительно 8 км по прямой на северо-запад от районного центра посёлка Советский.

## История
Деревня возникла в 1922 году как выселок. В послевоенные годы деревня не получила дальнейшего развития. Если в 1973 году в деревне в 21 доме проживал 71 человек, то к 2002 году осталось 8 домов. В советское время работал колхоз «Азнур».

## Население
Население составляло 10 человек (мари 80 %) в 2002 году, 9 в 2010.